# Flagellosphaeria polytrichospora
Flagellosphaeria polytrichospora är en svampart som först beskrevs av M.T. Lucas & Sousa da Câmara, och fick sitt nu gällande namn av Aptroot 1995. Flagellosphaeria polytrichospora ingår i släktet Flagellosphaeria, ordningen kolkärnsvampar, klassen Sordariomycetes, divisionen sporsäcksvampar och riket svampar.   Inga underarter finns listade i Catalogue of Life.